# Aschersleben Tigers BC
Der Aschersleben Tigers BC ist ein deutscher Basketballverein aus Aschersleben.
Mit ihrer ersten Herrenmannschaft nimmt der Verein am Spielbetrieb der 1. Regionalliga Nord teil. Neben weiteren Mannschaften im Breitensport widmet sich der Verein ebenfalls der Jugendförderung. Zu diesem Zweck wurde die Tigers Akademie gegründet, die Jugendmannschaften von der U10 bis U18 anbietet.
Die Partien der ersten Regionalliga werden im Ballhaus Aschersleben ausgetragen. Ist die Halle besetzt, so finden sie in der Trainingshalle der Tigers, der Sporthalle am Ascaneum, statt.

## Geschichte
Der Ursprung der Tigers findet sich in der Gründung der Basketballabteilung der BSG „Beukema“ Aschersleben im Jahr 1967. Die Akteure wechselten im Jahr 1974 zum Lok Aschersleben und liefen ab 1992 als VfB Aschersleben auf. Ein weiterer Namenswechsel fand 2003 zu Aschersleben Tigers BC statt. Bis 2009 wurde man von der 1. Regionalliga als Aschersleben Tigers BC geführt, anschließend von 2009 bis 2018 als BG Aschersleben Tigers sowie danach wieder als Aschersleben Tigers BC.
Nachdem man im Jahre 2004 noch Vizemeister der zweiten Regionalliga wurde, gelang in der Saison 2004/05 als Meister der 2. Regionalliga Nord-Ost der Aufstieg in die 1. Regionalliga Nord. Thomas Mähne (22,2 Punkte/Spiel) sowie die US-Amerikaner Omarr Russell Smith (21,8 Punkte/Spiel) und Edward Seward (19,3 Punkte/Spiel) waren wichtige Stützen der Meistermannschaft.
Als Liganeuling wurde die Mannschaft 2005/06 Vizemeister der 1. Regionalliga Nord hinter dem TuS Lichterfelde. Mähne, Smith und Seward gehörten auch in der 1. Regionalliga zu den wichtigsten Spielern Ascherslebens, Smith belegte mit einem Schnitt von 29,2 Punkten pro Partie den dritten Rang in der Korbjägerliste der 1. Regionalliga Nord der Saison 2005/06. 2006 wurde man auch Landespokalsieger.
Die Saison 2006/07 wurde in der 1. Regionalliga Nord wiederum als Tabellenzweiter abgeschlossen sowie erneut das Endspiel im Landespokal erreicht, welches aber verloren ging. Smith war mit 28,7 Punkten pro Partie wieder einer der korbgefährlichsten Spieler der Liga. Nach der Saison 2006/07 verließ das erfolgreiche Gespann Smith/Seward den Verein. Seward ging zum Zweitligisten BG Karlsruhe und Smith zum Staffelkonkurrenten Mitteldeutscher BC II.
Im Spieljahr 2007/08 stürzte die Ascherslebener Mannschaft ab und wurde Vorletzter der 1. Regionalliga Nord. Das bedeutete den Abstieg in die 2. Regionalliga. Nach zwei Jahren in der Nordoststaffel der 2. Regionalliga trat man 2010/11 in der bis auf Aschersleben aus niedersächsischen und Bremer Vereinen bestehenden Nordweststaffel an. Man gewann den Meistertitel, erfolgreichster Korbschütze des Meisteraufgebots war der US-Amerikaner Justice Nall (17,1 Punkte/Spiel).
Als Rückkehrer tat sich Aschersleben in der 1. Regionalliga Nord der Saison 2011/12 schwer und belegte am Schluss des Spieljahres den elften von zwölf Tabellenplätzen. Dennoch war die Mannschaft auch 2012/13 in der 1. Regionalliga Nord vertreten und fuhr einen Mittelfeldplatz ein. In den Folgespieljahren gehörte man stets zur erweiterten Spitze der 1. Regionalliga Nord und verbuchte 2014/15, 2016/17, 2017/18 jeweils den dritten Rang in der Abschlusstabelle, 2014 und 2015 wurde der Verein aus dem Salzlandkreis wieder Landespokalsieger. Im Spieljahr 2018/19 rutschte die Mannschaft ins Mittelfeld ab.
Die Saison 2019/20, in der die Tigers bis zur 76:68-Auswärtsniederlage gegen Derby-Gegner SBB Baskets Wolmirstedt, lange Zeit um die Tabellenführung mitspielten, wurde durch die Regionalliga Nord aufgrund der Coronavirus-Pandemie am 22. März 2020 abgebrochen. Die Tigers belegten zu diesem Zeitpunkt den vierten Tabellenplatz.
Das Aushängeschild stellt die halb-professionelle Herrenmannschaft dar. Bei dieser war bis 2021 Christian Schäfer als Trainer im Amt. Im Sommer 2021 kam mit Thorsten Weinhold, der zuvor insbesondere in Wolfenbüttel gearbeitet hatte, ein erfahrener Nachfolger. Weinhold führte die Mannschaft in der Hauptrunde der Saison 2021/22 auf den zweiten Tabellenplatz der 1. Regionalliga Nord. In der folgenden Meisterrunde wurde das Finale erreicht, das in zwei Spielen knapp gegen den SC Rasta Vechta 2 verloren wurde. Das Spieljahr 2021/22 wurde vorstandsseitig später als erfolgreichste Saison der Vereinsgeschichte bezeichnet. Der US-Amerikaner Udun Osakue (im Schnitt 17,4 Punkte je Begegnung) und Leo Alban (12,6 Punkte/Spiel) führten Ascherslebens Mannschaft in dieser Saison an.
Im Januar 2023 entließ der Verein Trainer Weinhold aus sportlichen Gründen, Nachfolger wurde Alexander Helten, der zuvor die zweite Herrenmannschaft betreute sowie im Nachwuchsbereich arbeitete. Mit dem Beginn des Spieljahres 2024/25 übernahm der Spanier Daniel Gonzalo Recas das Traineramt in hauptamtlicher Tätigkeit. Im Dezember 2024 trennte sich der Verein von Gonzalo Recas, Marco Klingberg betreute die Mannschaft fortan bis zum Ende der Saison 2024/25.

## Trainerchronik 1. Herrenmannschaft
| Amtszeit        | Name                             |
| --------------- | -------------------------------- |
| 2002–2007       | Fritz Espenhahn                  |
| 2007–02/2008    | Nestor Katsagiorgis              |
| 2008            | Nebojša Grba                     |
| 2008–2012       | Nándor Kovács                    |
| 2012            | Kamil Piechucki (Spielertrainer) |
| 2012–2015       | Michael Opitz                    |
| 2015–2021       | Christian Schäfer                |
| 2021–01/2023    | Thorsten Weinhold                |
| 01/2023–2024    | Alexander Helten                 |
| 2024            | Daniel Gonzalo Recas             |
| 01/2025–03/2025 | Marco Klingberg                  |

## Jugendbereich
Der Jugendbereich wird unter dem Projektnamen „Tigers Akademie“ geführt. Ziel der Akademie ist es, Talente langfristig zu fördern und an den Leistungssport heranzubringen. Dies soll mit Hilfe einer Mannschaft in der Mitteldeutschen Liga oder in der Jugend-Basketball-Bundesliga (JBBL), die sukzessive aufgebaut werden soll, erfolgen. Mit Stand 2020 boten die Aschersleben Tigers Mannschaften in den Altersklassen U10 bis U18 auf. Der Verein verfolgte das Ziel, ab 2021 mindestens alle drei Jahre einen Spieler aus der Akademie in der ersten Herrenmannschaft einzubauen und so ein Gesamtkonzept zu errichten, bei dem der Jugendleistungssport und der Herrenleistungssport fließend ineinandergreifen. So sollten weitere Identifikationsspieler wie Sebastian Harke und Steffen Müller hervorgebracht werden.
In der Akademie, der sowohl die Jugendmannschaften als auch die Schul-Arbeitsgemeinschaften untergliedert sind, spielten mit Stand 2020 170 Kinder und Jugendliche. Die U12- bis U18-Mannschaften nehmen an der Bezirksliga des Basketball-Verbands Sachsen-Anhalt (BVSA) teil. An den Turnieren der Schulliga des Landes Sachsen-Anhalt nehmen die Schul-AGs fünfmal im Jahr teil. Während der Saison werden Jugendmannschaften durch Profis der ersten Herrenmannschaft betreut.